# دیوید لئون
دیوید لئون (انگلیسی: David Leon؛ زادهٔ ۲۴ ژوئیهٔ ۱۹۸۰) بازیگر اهل انگلستان است. وی از سال ۲۰۰۴ میلادی تاکنون مشغول فعالیت بوده‌است.
از فیلم‌ها یا مجموعه‌های تلویزیونی که وی در آن‌ها نقش داشته است، می‌توان به در بی‌خبری وورا اشاره نمود.